# ノートルダム大聖堂の火災

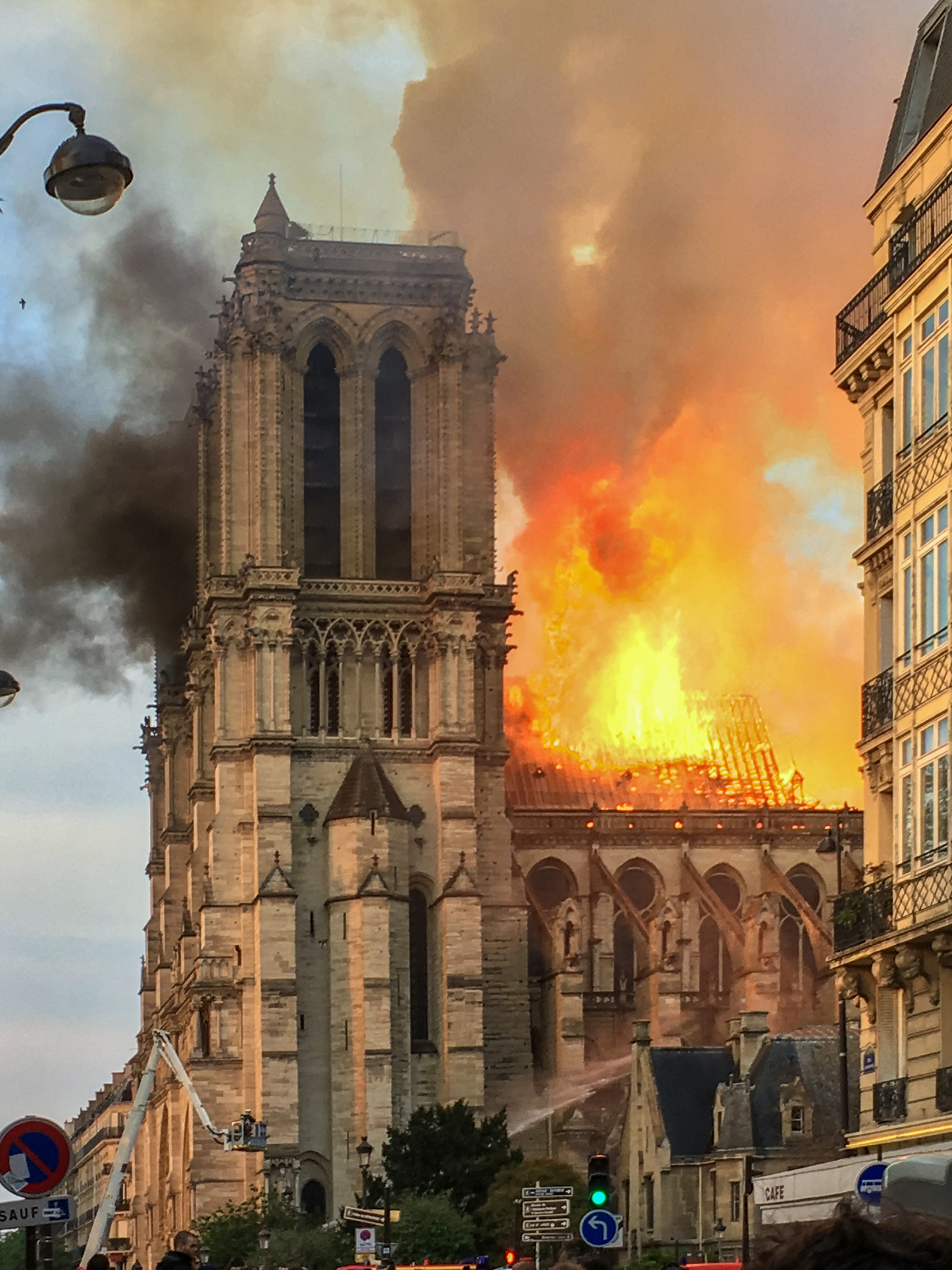
別角度から

ノートルダム大聖堂の火災（ノートルダムだいせいどうのかさい）は、2019年4月15日から同年4月16日（現地時刻・CEST）にかけて、パリのノートルダム大聖堂で起きた火災。

## 概要

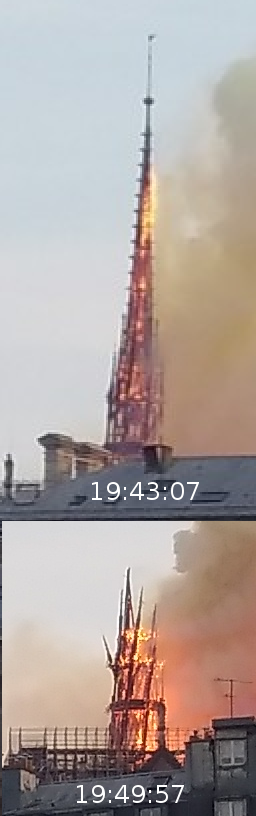
尖塔が崩落する前後の様子（時刻はCEST表示）

2019年4月15日の18時50分ごろ（以下CEST）、パリにあるノートルダム大聖堂で大規模な火災が発生した。火災の中心は大聖堂の上部であり消火は難航した。
歴史的建築物である大聖堂が炎上するなか、100人ほどのパリ市民はその周辺に集まってひざまずき、聖歌を歌いながら祈り続けた（『ノートルダム』すなわち『我らの貴婦人』とはカトリックにおける聖母マリアを指しており、人々は聖歌の「アヴェ・マリア」を歌ったともされている）。2019年4月16日10時までに鎮火が発表されたが、尖塔とその周辺の屋根が崩落した（修復作業中だった尖塔が焼けて崩落し、木材で骨格が作られていた屋根の3分の2が焼失した）。
エマニュエル・マクロン大統領は「フランス国民への新たな生活支援策」などをテレビに出演して発表することになっていたが、この火災を受けてそれを取り止めるとともに火災現場近くで「大聖堂の再建を約束し、国際募金活動を実施する」というフランス政府としての意志を表明した。
2019年4月17日には、2日前に火災が発生した時刻とされる18時50分にセーヌ川の対岸側へ多くの市民が集まり、フランス全土およびイギリス、イタリア、ポーランドにある教会や大聖堂は鐘を鳴らし、アメリカ合衆国のエンパイアステートビルはトリコロール（フランス国旗）の青・白・赤の3色を使ってライトアップするなど、各地で連帯が示された。
2024年11月29日　再建工事を経て、12月に一般公開されるのを前に、修復された内部が初めて公開された。

## 火災の時系列
火災警報（1回目）
2019年4月15日18時20分（以下CEST）
- この時点で実施した点検では火災を確認できなかった。

火災警報（2回目）
2019年4月15日18時43分
出火
2019年4月15日18時50分ごろ
出火を確認
2019年4月15日18時50分
尖塔の崩落
2019年4月15日19時53分
屋根が完全に焼け落ちる
2019年4月15日20時7分
大半を鎮火
2019年4月16日3時半ごろに「大半を鎮火した」と発表。
鎮火
2019年4月16日10時までに鎮火を発表。

## 消火活動

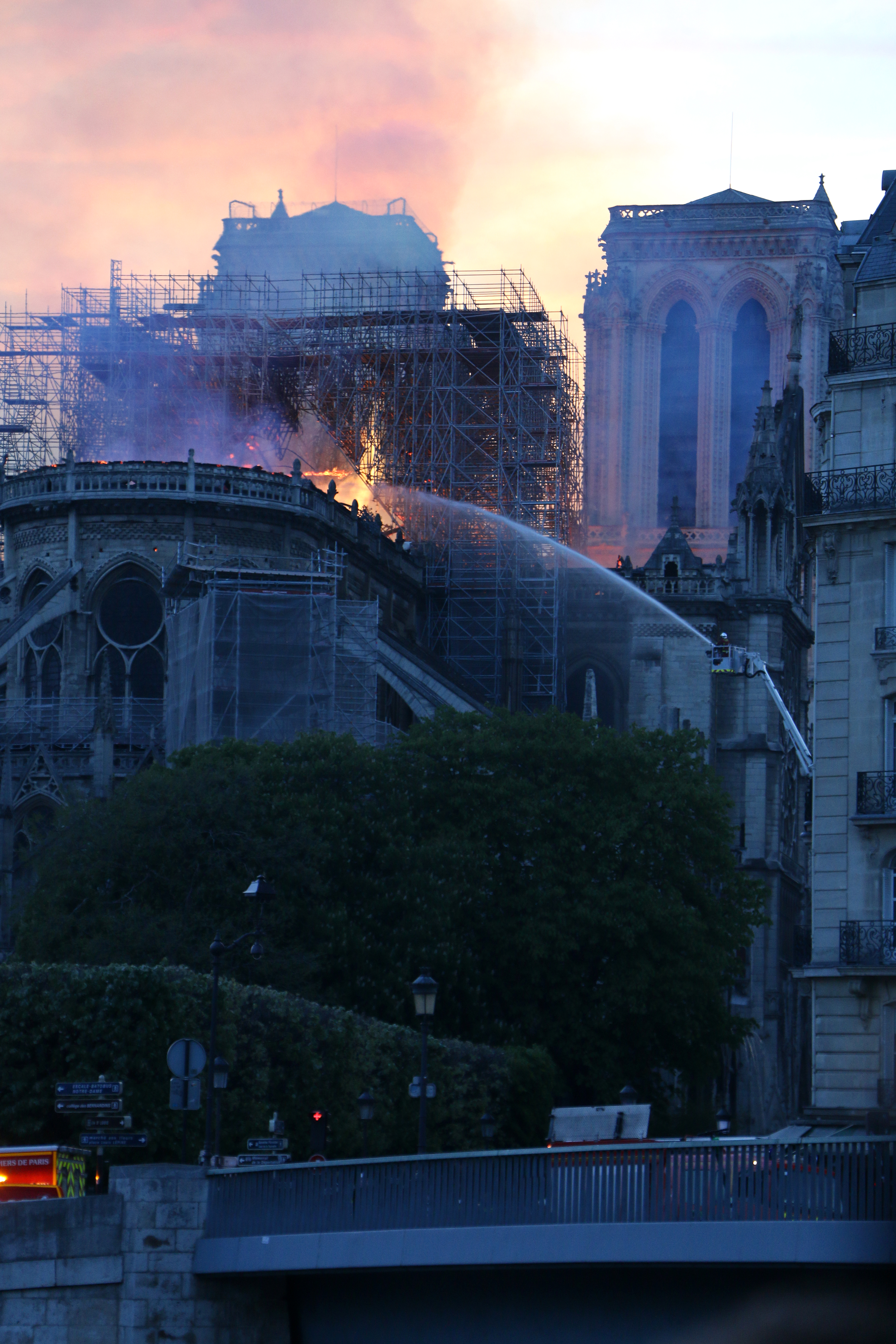
消火の様子（サン＝ルイ島から）

出火は2019年4月15日18時50分（以下CEST）に確認され（2019年4月15日18時43分に火災が発見されたとする報道もある）、消防へ通報が入った。火は瞬時に大聖堂の屋根などに燃え移って広がり、約400人の消防隊員が加わった消火活動は9時間に及ぶものとなり（約500人の隊員が15時間活動したという報道もある）、火災現場に急いで駆けつけた消防隊員たちは、数十台の消防車と最低でも18の高所放水機材、数機のドローン、1台のロボットを投じるとともに、重要な文化財を移動させていたことを当局者が明かしている。
セーヌ川の橋には数百人の群がりが確認でき、スマートフォンに炎上する大聖堂を収めた者もいた。パリ市内では中心部のシテ島へ消防車が出動した。炎上する大聖堂は白煙に包まれ、建物の内部には消防隊員のものと考えられる懐中電灯から放たれた光が確認でき、修復工事のために設置された足場の周りでは繰り返し火の粉が見え、夜中になり火災現場の周囲には非常線が張られたが、その外では大勢の人が消火活動を見届けた。

人々は聖歌を歌いながら鎮火を待ち望み、消防車が通行すると喝采した。そこには、手を組んで祈る様子を見せる人、涙をこぼす人も見受けられた。

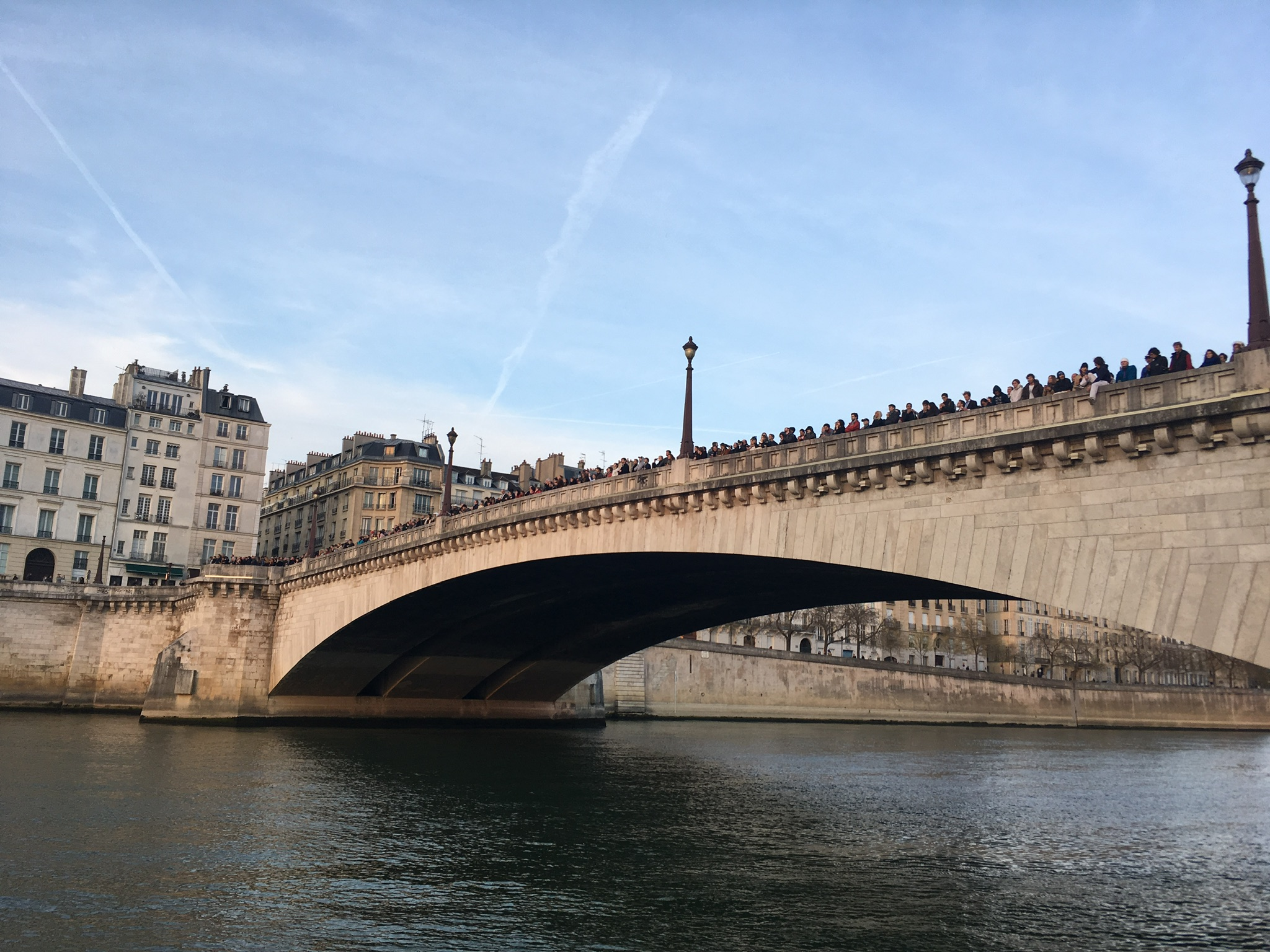
トゥールネル橋に群がった人々

出火時に建物は閉館していたため、建物の中に観光客などはいなかったとされ（大聖堂には数百人いて、避難したとする報道もある）、火災の発生から約10時間後にほぼ消火（その後、パリの消防当局は2019年4月16日10時までに鎮火したことを発表）されたが、警察官2人と消防士1人の計3人が軽傷を負った（消火活動中に隊員1人が大けがをしたとする報道もある）。
また、フランス政府の防災当局は消火活動が行われていた2019年4月15日の夜、「数百人の消防隊員があらゆる手段を尽くして大聖堂の激しい火災を消し止めようと活動している。しかし、空中からの放水は大聖堂の全体の構造を破壊しかねないため、行っていない」とツイッターに投稿し、上空から消火する方法を断念した。16日になると消防士たちは燃え残りの調査をし、その周辺では小規模な降雨が確認されるなかで出勤する人々が立ち止まって大聖堂を見ていた。活動を終えた消防隊たちに一部の市民は握手を望み、拍手、花、チョコレート、コーヒー、パンなどを贈った。
この火災についてパリの消防当局は、「これまででもっとも複雑な作業であった」としたうえで、「木製鐘楼の骨格部分まで火が及んでいた場合、連鎖的な崩落を招いた」として、一時的に大聖堂全体が焼失する可能性があったことに言及した。出火翌日の2019年4月16日には、フランスのローラン・ヌネズ内務次官が「消火活動で重要時間帯とされる最初の15分から30分間の勝負が順調に進んだことで、主要部分の焼失を回避できた」と説明し、「命懸けで活動した消防隊の『勇気と決意』のおかげである」として消防隊とその消火活動を称賛した。
またパリ市のエマニュエル・グレゴワール副市長は、「初めに現場へ駆けつけた消防隊員たちは、重要事項のひとつとして火災から遺産を『可能な限り多く守ること』を念頭に置いて活動していた」とBFM TVの取材に対して語っている。
多数のパリ市民はパリ市庁舎の前にある広場で、大聖堂の火災において消火活動を行った消防隊員たちを称賛する集会を2019年4月18日の夕方に開いた。この集会に出たフランス内相のクリストフ・カスタネールは、「（消防隊員たちは、大聖堂のみならず）パリ市と私たちの歴史を救った」などと述べた。また、パリ市長のアンヌ・イダルゴも集会に出席し、「消防隊員が命の危険を顧みず、大聖堂を救った」などと発言するとともに、大聖堂の再建に期待を膨らませた。同じく集会に出席した大聖堂の首席司祭であるパトリック・ショーベは「（火災中は）祈ることしかできなかった」としたうえで、人々の支援に感謝を示した。
さらに、フランスのマクロン大統領は約250人の消防隊員を大統領府（エリゼ宮）に招いてその活躍を称賛し、名誉勲章の授与を行うことを表明した。

## 被害の状況

### 建物全体

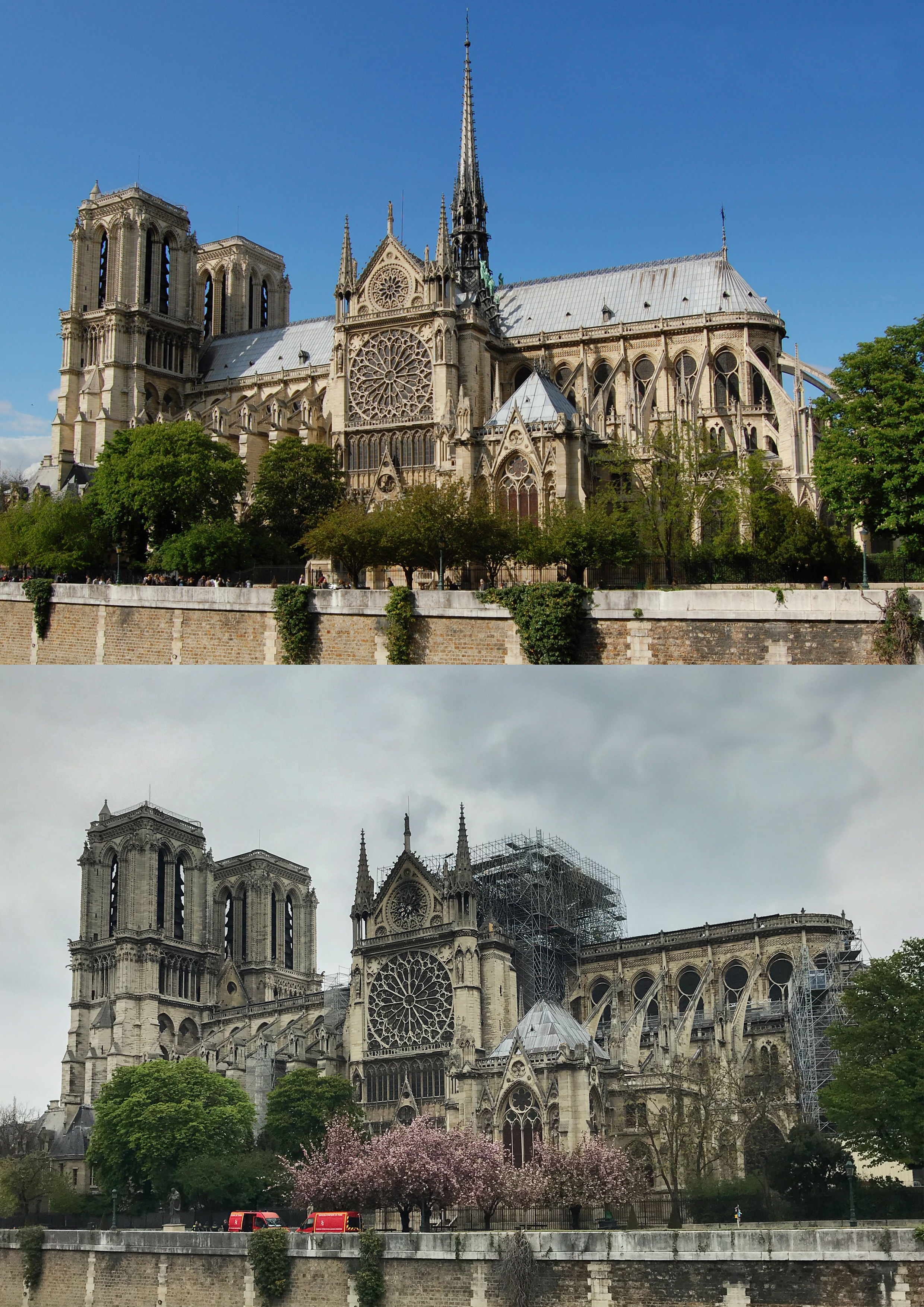
火災の前後

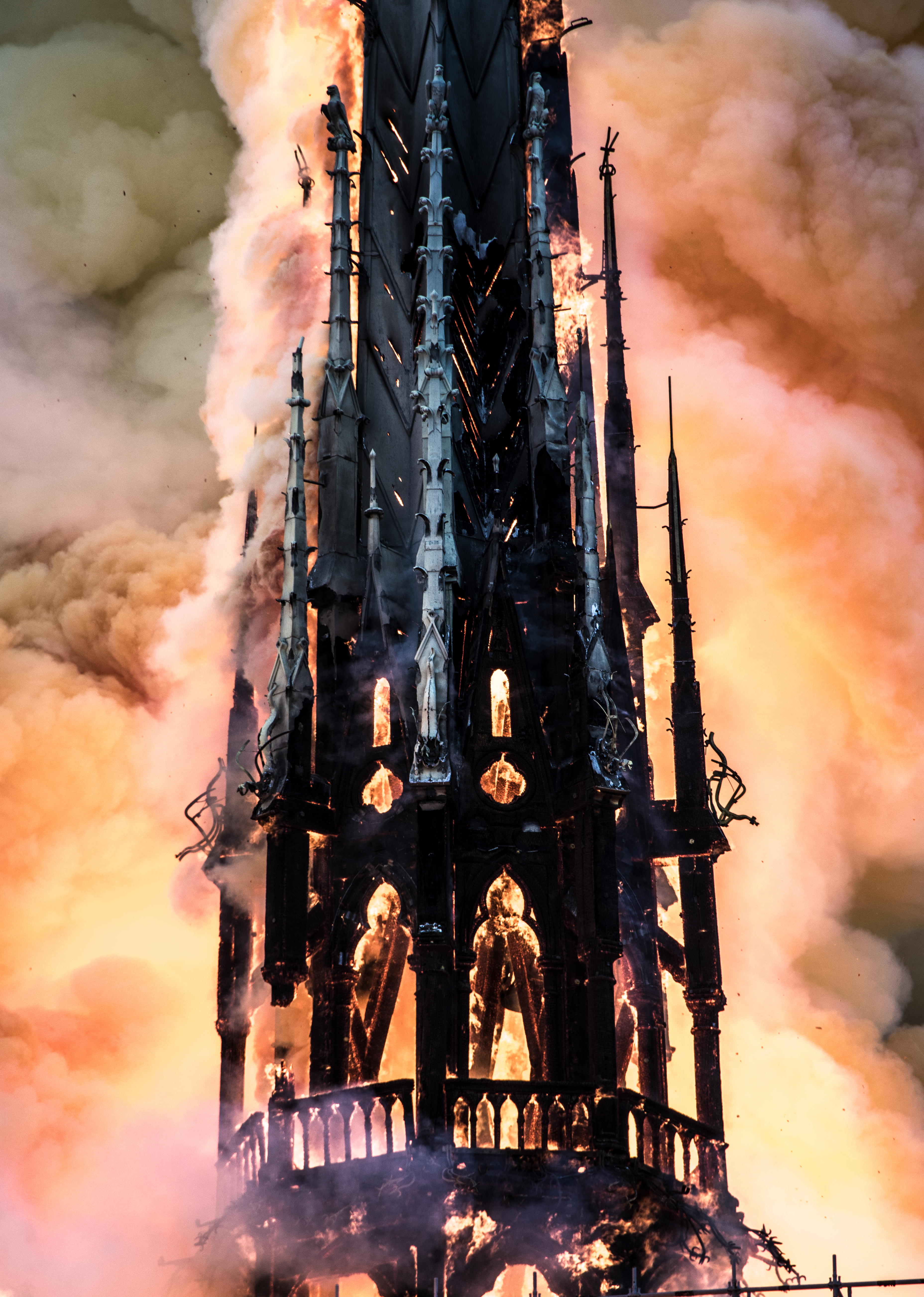
炎を吹き出す尖塔（サン＝ルイ橋から）

木組み構造の身廊・翼廊の屋根部分はほぼ全焼し、尖塔が崩壊した（修復作業中だった尖塔が焼けて崩落し、木材で骨格が作られていた屋根の3分の2が焼失した）。屋根に用いられていた鉛は火災により溶融した。一方、石組みのヴォールトは一部が崩落し、元の形を保った部分は材木の落下を食い止めた。溶融した鉛を含む燃焼物が身廊内に落下したが、身廊内への延焼は食い止められた。
13世紀のバラ窓は3つとも生き残った。
2つの塔と正面部は損壊を免れた。
フランス建設業協会のジャック・シャニュ（チャヌ）会長はツイッターで崩落した尖塔の先端に設置されていた青銅製の「風見鶏」（内側に、磔となり処刑された際にイエス・キリストの頭部にあったとされる『いばらの冠』のトゲ1本、『パリの守護聖人』、『パリのディオニュシウスとパリのジュヌビエーブにゆかりの品』などを封入した雄鶏で、市民を守る意味を持った存在であり、フランスの象徴的存在だった）を持った現場の復旧活動中の作業員男性の写真を投稿し、「信じられない！ 協会に加盟する企業の男性が発見した」などの書き込みをした。この投稿内容はその後にフランス国内で話題となり、フランス文化省の報道官は2019年4月16日にル・パリジャンの取材に回答し、現場の復旧活動をしていた作業員が風見鶏を奇跡的にがれき内から発見して回収していたことを明らかにして、「恐らく修復可能だ」などと発言した。

### 収蔵品

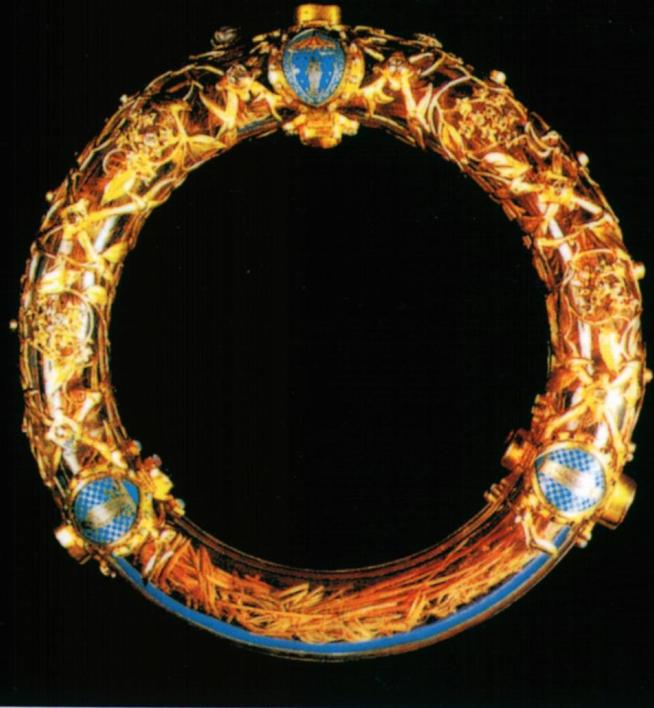
イエス・キリストが処刑される際に身に付けていたと伝えられている聖遺物「いばらの冠」

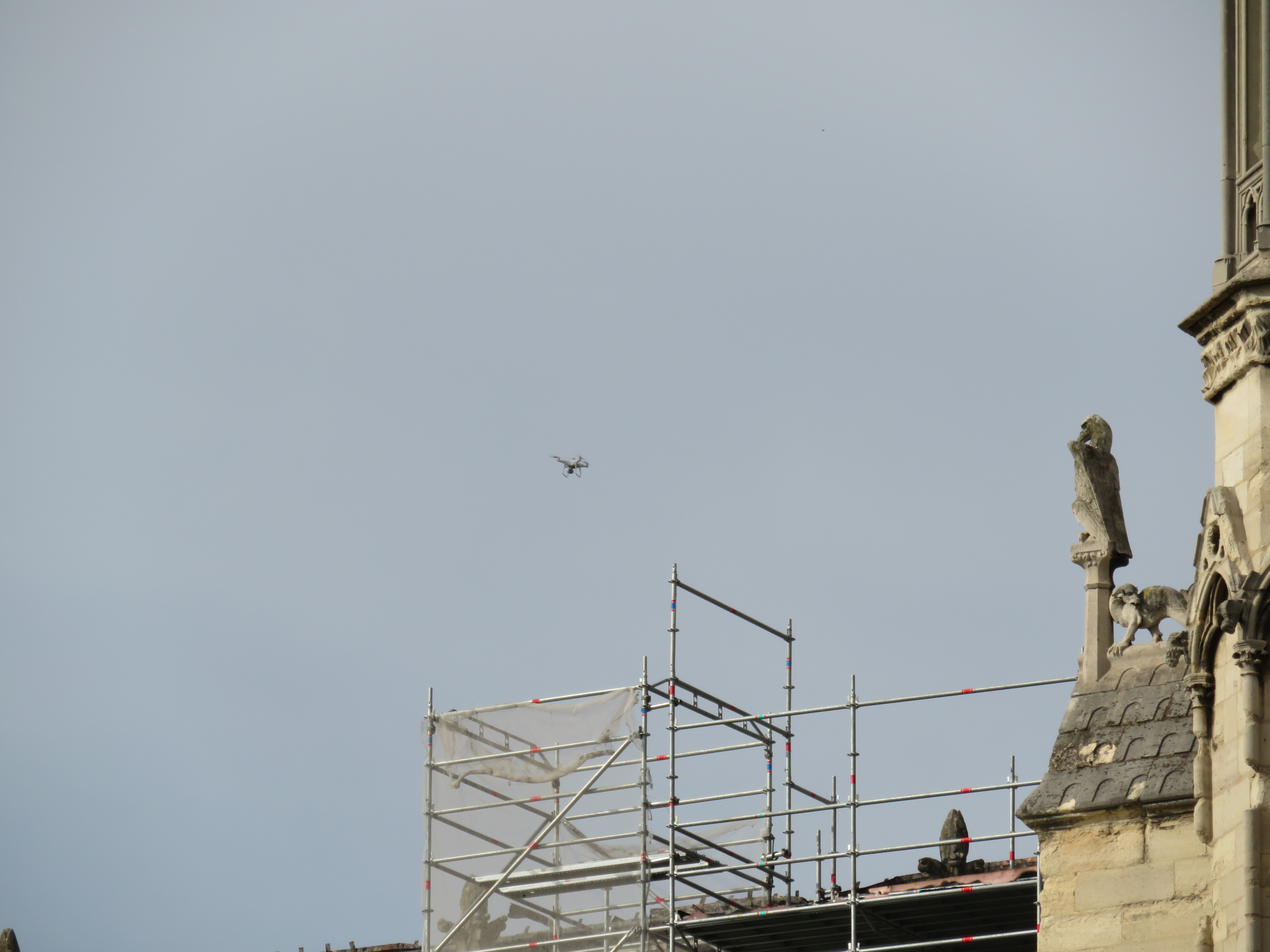
上空から被害状況を確認するドローン

大聖堂は建物だけでなく、寺院内部にも価値があるものが多数存在していたため、火災発生後の15日夜（CEST）に救急隊員や教会関係者などはバケツリレー方式によってなるべく多くの文化財を救出するために活動した。火災発生後には、複数の文化財を安全な場所に保管していることをパリ市長のイダルゴが明らかにした。
大聖堂の司祭であるパトリック・ショーベは出火時に聖堂内にあった聖遺物「いばらの冠」と「聖ルイのチュニック」（死後に聖人となった（列聖）13世紀の国王であるルイ9世が身に付けていたチュニック）は消防士によって搬出され、被害を免れたことを認めた。
2019年4月19日、フランス文化省の担当者は消防当局の安全確認後、聖堂内に残っていたすべての絵画を、修復と聖堂再建までの保管を目的としてルーブル美術館に運び入れた。

### 生物
大聖堂の聖具室上部の屋根（バラ窓の下）で飼育されていたミツバチ（2013年から3つの木製の巣箱で約18万匹のミツバチが飼育されていた）が火災による被害を回避していたことを飼育していた養蜂家が認め、焼失した大屋根から約30メートル下に設置されていた木で作られた巣箱が火災に巻き込まれていた場合、高温によって溶かされた蜜蝋（融点は63℃とされる）により、ミツバチが互いに接着することで全滅していた可能性に触れた。また、養蜂家はミツバチの飼育時に燻煙（二酸化炭素）を利用してきたことがミツバチの生存につながったと述べている。

## 改修工事の内容
当時、大聖堂では改修工事が行われており、工事が原因で出火した可能性があると報道された。大聖堂は老朽化が進んで壁に亀裂が入るなどしており、2018年にフランスのカトリック教会が改修工事のために寄付を募った。2019年4月11日には尖塔にある彫像16体がクレーンで下ろされており、彫像の修復作業中に尖塔の改修工事を行う予定だった。

## 火災原因の分析
2019年4月16日（以下CEST）に検察は大聖堂からの出火が確認された2019年4月15日18時50分より前の2019年4月15日18時20分と2019年4月15日18時43分に火災警報が2回鳴っていたことを公表した。現地の捜査当局は、1回目の警報時はすぐに点検が実施されたが出火は確認できず、2回目の警報後に出火が確認されたとし、どのような仮説も否定していないことを示したうえで、現段階においては事件性の裏付けが不可能とし、2019年4月15日の出火は失火（過失による出火）であるという見解を示し、パリ検察は大聖堂で行われていた修復作業に関与した複数の建築会社の建設作業員と大聖堂の職員（警備員）などに対して出火翌日の2019年4月16日から事情聴取を開始した。また、大聖堂の中は損傷が激しいことから捜査は難航する見通しとされたが、科学捜査班や警察研究所が一部の火災現場への進入に成功し、現場検証を始めたことも明らかになった。なお、出火当時は大聖堂の屋根に改修作業に使うための足場が組まれ、そこまで行くために設置していたエレベーターが3基あり、そのうち2基が稼働していたことが分かっており、捜査当局は組まれていた足場の近くで何らかの原因で出火した可能性があるとみている。大聖堂の関係者は、大聖堂の内部に火災報知機や消火器はあったが、スプリンクラーなど自動消火設備がなかったことを認めている。火災発生日の2019年4月15日には、15人程度が現場で作業をしたとされる。また、火災の当日に修復作業をしていた業者は、出火確認時刻の約1時間前には作業を止めていたと述べた。ル・パリジャンは修復工事用のエレベーターに使われた電気回路がショートを起こしたことにより出火したとみて捜査当局が調べていると報じた。また、修復作業をしていた業者は、エレベーターは作業用の簡易式でエレベーターにはスプリンクラーの設置はされていなかったことを明らかにした。なお、フランスにはスプリンクラーなどを設置する義務は存在しない。
2019年4月24日にカナール・アンシェネは、禁煙とされていた火災発生現場からたばこ7本の吸殻を捜査当局が見つけたと報じた。また、カナール・アンシェネは大聖堂の改修を行っていた作業員が警察に対し、屋根にあった足場上での喫煙を認めたと報じた。これに対し、足場施工請負業者であるル・ブラ・フレールの広報は、警察に作業員の一部による喫煙を認めた事実を受け入れたが、大聖堂の火災は吸殻によるものではないと主張した。さらに、ル・ブラ・フレールは足場内部のエレベーター1基に使われた電気回路のショートが火災の原因とフランスで報じられていることに対し、エレベーターは尖塔から遠いうえ、火災発生場所は建物の中であるという見解を示して否定している。カナール・アンシェネは文化財保護の規則では警備員2人が監視所に24時間いることが決められていたが、その実態は1人だったうえ、警備員は朝8時から夜23時までしか勤務していなかったことや、電気配線が防火の規則で禁止されていた屋根の木造骨格部分を通過していたことを報じている。また、警備員は1回目の警報が4月15日18時16分に鳴り、そのあとにそれをコンピューターで確認した係員の誤った指示に従って屋根部分を見回りに行ったため、消防に通報するのが遅れたと主張しているが、係員の所属している会社はそれを否定したとカナール・アンシェネは報じている。
これらの状況から検察当局は、中間報告では「電気系統の故障、あるいはたばこの不始末ではないか」としていたが、調査結果説明は一部の要素しか発表していなかったため、最終的に「詳しい出火原因は不明」と結論付けた。 2020年3月のIfopによるフランス国民への調査では54％が「たぶん事故」、29％が「闇がある」、7％が「政府は隠しているが放火である」と回答している。未回答は10％。

## 大聖堂の再建計画
マクロン大統領は2019年4月15日の夜に火災で被害を受けた大聖堂を訪問し、涙ぐみながらパリ市のイダルゴ市長、ミシェル・オペティ大司教とともに消防士たちの活動によって最悪の事態は回避できたとしたうえで、「最高の才能の持ち主たち」を呼び寄せて損壊箇所の再建をすることや、大聖堂は人々にとって「生活の中心で信仰に関係なく全フランス国民のもの」と発言し、翌日から世界に再建の協力を求めることを表明し、「われわれはノートルダムを再建する。それがフランス国民の望みだからだ」と述べた。
4月17日にマクロン大統領は「大聖堂の再建に関する会議」を開き、出席したユネスコのオードレ・アズレ事務局長、パリ市のイダルゴ市長、建築の専門家などとともに「焼失部は5年以内に（2024年パリ夏季オリンピックの開催年までに）再建が可能であること」や「焼失部以外の補強も必要であること」を確認した。また、それに先行する閣僚会議では、崩壊した尖塔の復元において、焼失前の19世紀に増築された木製のデザイン（初期の大聖堂には、このデザインの尖塔はなかった）が石で作られた大聖堂に合わないとする批判があったことを考慮し、国際的コンペティション（国際建築コンクール）を実施して焼失前のデザイン以外についても募集する方向（現代建築についても容認する）であることが示された。また、マクロン大統領は大聖堂を5年以内で再建する「動員力を有した強力なプロジェクト」の構築を目標として、フランス人全員が参加するプロジェクトを立ち上げ、2019年4月17日中に再建工事の関係者を集めた。特にマクロン大統領はフランス全土の企業、芸術家、工芸家の参加と若者の能力向上に重点を置くために「シャンティエ・ド・フランス」（フランス作業所）を設置して数千人規模の若者への職業についての教育を可能とすること決定した。さらに、マクロン大統領は全国での募金や大聖堂の再建工事を迅速に行うためにフランス政府に対して有効なすべての対策を施すように要請するとともに、「ノートルダム大聖堂再建担当大統領特別代表」の職にフランス統合参謀総長などを歴任したジャン＝ルイ・ジョルジュラン退役陸軍大将を任命し、ジョルジュラン将軍も2019年4月18日からフランス文化省などとともに大聖堂再建を開始することになった。

## 再建の進捗状況

### 初めてのミサと再建の進捗状況
発生からちょうど2か月後となる2019年6月15日、火災後初のミサが不安定な状況の中で行われ、参加した司教は「作業用ヘルメット」を装着した。大聖堂の国際部門を担当する大使は、会談で「非常に危険なので、少人数しかいない」と述べた。フランス文化省は「建物の基礎部分がどれぐらい長く支え続けることができるかわからない」「今からでも崩壊する可能性がある」と警告している。
ノートルダム大聖堂は回復には程遠い状態にある。延焼により溶けだした鉛で汚染された大聖堂はいまだ整備の途上にあり、重量を分散させるための「巨大な補強梁」の設置作業が行われている。これにともなって、19世紀の窓ガラスが取り除かれ、近隣住人が避難した。屋根に開いた3つの大穴の修復に際する最大の問題は、大聖堂に吹きこみ建物の構造を脅やかす「風」だと大聖堂側は説明する。ロボットの助けを借りながら、瓦礫除去をする労働者の上に落下物や雨が落ちるのを防ぐため、プラスチック製の巨大な保護装置が設置された。瓦礫の除去が完了すると、尖塔の周囲を囲む250トンの足場の除去が始まる。そして修復は発火箇所へと至る。その期間はおよそ4か月かかると見られている。

### 寄付の状態
4月15日の火災発生当初発表された総額8億5,000万ユーロの寄付のうち、これまで実際に寄付された金額は1割にも満たない9パーセント（8,000万ユーロ）だとフランク・リーステール文化大臣はインタビューで明らかにした。1億ユーロの寄付を発表したファッション業界大手ケリングや、2億ユーロ以上を発表したLVMHは今のところ発表した金額を預けておらず、 段階的に、必要な仕事に応じて寄付していくものと見られている。
現時点では寄付の金額は当局を過度に心配させるものではなく、文化大臣は「寄付することを約束し、実際には行わない人もいるでしょう。寄付は作業の進行状況に応じて提供されていくでしょう」と、フランスのテレビ番組で述べた。
寄付の実現には懸念もあったが、10月のニュース記事によると、寄付金は既に6億1600万ユーロ以上が振り込まれ、あるいは確定している状況であるという。最終的な寄付金の総額は8億ユーロとなる見込みである。

### 大統領と市民の摩擦
再建に関して、新興フランスのランドマーク的なイノベーションにこだわるマクロン大統領と、伝統に忠実な復元を望んでいる多くのフランス市民とが対立しており、1,169人もの建築家、学芸員、教授らは大統領宛てに公開書簡を送り、再建を再考するように促した。 書簡は「適切な判断のためには時間が必要」「専門家の声に耳を傾け、彼らの知識を理解すべきであり、野心的な期限（5年での再建）を修正してほしい」と訴えた。世論調査によれば、フランス国民の半数以上が大聖堂を元通りにしたいと考えている。5月には、上院議員が火災以前の伝統的な聖堂に戻すべきという法案を可決した。
しかし、マクロン大統領は革新的な建築デザインのための国際的なコンテストを承認し、革新にこだわりを見せている。フランスの歴史上もっとも若い大統領は、単に大聖堂を再建するのではなく、それを改善しなければならないと考えており、大聖堂に新しいフランスのビジョンを投影させたがっていることがうかがえる。

### 健康被害
焼失に際して、尖塔と屋根の鉛が融けだし粒子を空気中に拡散、近隣の通りや建物に降り注いだ。当初、行政当局は住民への危険はないとしたが、時の経過につれて周辺地域の学校の安全性や消火にあたった数百人の消防士、支援作業員らの健康被害に対する懸念が高まっている。
2019年7月、以前から問題を指摘してきた環境保護団体のロバンデボワは行政当局の一連の処置に対して、訴訟をおこした。団体は潜在的な健康リスクは直ちに考慮されるべきであると警告、大聖堂の敷地は「有毒廃棄物」だとし、当局が汚染を抑制するための措置を講じず、医療機関、政府職員、パリ市民を「意図的」に危険に晒したとして非難した。政府高官は汚染防止対策が不十分であると認めた後、復興作業は暫定的に中止された。ミシェル・カドパリ知事は厳格な規制が大聖堂の汚染された内部のみにとどまらず周辺地域で導入されるべきだったと述べ、安全対策を強化するとした。

## 火災に関連する動き

### フランス国内における動き
- この聖堂の火災には事件性はないとされている一方で、フランスでは教会への破壊、汚損、盗難など攻撃事案が2018年だけで1,063件と多発している[61]。
- フランス遺産基金（フランス語版）は、ウェブサイトやフェイスブック、ペイパル、パリ市の地下鉄駅、フランス国内限定の携帯電話メッセージサービスで大聖堂の再建資金を募集していたが、寄付しようとした人を狙った詐欺の多発が世界中で確認されているとして、2019年4月17日に寄付しようとする人々へ注意を促した[52]。また、フランスの文化大臣であるフランク・リーステール（フランス語版）も2019年4月16日に同様の注意をしていた[52]。
- 環境保護団体のロバンデボワ（フランス語版）は、火災によって屋根と尖塔に含まれていた約300トンに及ぶ鉛が溶かされ（当局によれば火災の温度は最高800℃まで上昇）、大聖堂内が健康にとって有害な状況下に置かれている可能性について言及し、がれきや消火活動による廃水などへの対応を当局に要求した[43]。
- ジレ・ジョーヌ運動（または黄色いベスト運動、2018年11月から大統領のマクロンが推進する燃料税を高める政策などへの反対を目的として始まり、フランス国内で毎週土曜日に起こっている[62][63][64][65]）において、火災後に大聖堂付近の区画へのデモ隊の接近が禁止されたうえ、フランス政府やフランスの資産家などが大聖堂の再建に関する動きを活発にしていることから「生活に苦しむ国民を先に救うべき」という主張をデモ隊の一部が行うなど、デモの参加者は再建に関する動きについて非難した[64][65][66][67]。また、火災発生から初となる2019年4月20日のデモは、パリ、トゥールーズ、リール、ボルドーなどで展開され、内務省はパリで9,000人、フランス全体で2万7,900人が参加したと発表（主催者側はこれを政府による情報操作であると否定し、フランス全体で10万人以上が参加したと発表）した[64][65][66]。パリ市の副市長であるエマニュエル・グレゴワールは、バスティーユ広場とレピュブリック広場を接続する道が甚大な被害を受けたことを明らかにした[64]。
- フランスの保険会社であるアクサグループの広報は、大聖堂の修復作業をしていた2社に保険の提供を決めたことを明らかにした[68]。さらに、アクサグループが一部の芸術品や儀式用品に対する保険に関わっていたことも明かされた[68]。また、大聖堂の建物はフランス政府が自家保険をかけていた[68]。

### 国家元首など
- バチカン：2019年4月16日、フランシスコ・ローマ法王は、ノートルダム大聖堂の大司教に対する「荘厳なゴシック建築は、周辺の景観も含めて世界遺産に認定されたパリの象徴でもある。悲しむ声は各国から上がっている」とするメッセージを発表した[69]。
- イギリス：2019年4月16日、エリザベス女王は「（夫の）フィリップ（王配）とともに、大聖堂が炎に包まれる映像を見て深く悲しんでいます。私の思いと祈りは大聖堂で祈りを捧げる人々と、困難に見舞われたフランス国民とともにあります」という声明を発表した[69]。
- 日本：火災発生当時の天皇・皇后が火災に心を痛め、「このたびのニュースに触れ、貴大統領閣下および貴国民の深い悲しみに思いをいたしています。聖堂が再び姿をよみがえらせる日の確かな望みをあなたとともにしています」という見舞いの言葉を外務省（駐仏日本大使館）を通じてフランスのマクロン大統領に贈ることにした旨を、2019年4月17日に宮内庁が発表した[70][71]。宮内庁は人為的災害に関する見舞いの基準を明示したことはないが、「死者の確認されていない日本国外の文化財の焼失によって今上天皇、皇后が見舞いの言葉を出す」のは「極度に異例」のことである[72][73][74]。

### 各国首脳
- 日本：安倍晋三首相は、フランスのマクロン大統領宛てに「親愛なるエマニュエルへ パリの象徴であり、ユネスコの世界遺産として世界中に愛されているノートルダム大聖堂が炎に包まれるのを見て、大変な衝撃を受け、深く心を痛めています。ここに、日本国政府及び日本国民を代表して、フランス国民の皆様に心からお見舞い申し上げます。この大いなる喪失に際し、全ての日本国民はフランスと共にあります。 日本国内閣総理大臣 安倍晋三」〔ママ〕という見舞いのメッセージを送った[4][75][76]。また、2019年4月23日に安倍首相とフランスのマクロン大統領は、それぞれG20とG7の議長国の首脳としてフランス大統領府で会談を実施し、その際に安倍首相は「（大聖堂の）修復に向け日本政府として協力を惜しまない」とマクロン大統領に伝えた[77][78]。
- アメリカ合衆国：ドナルド・トランプ大統領はミネソタ州で、「ひどい火災だ。ノートルダム大聖堂は国を越え、われわれの成長、文化、そして人生の一部だ。私も行ったことがあるが、本当にすばらしい大聖堂だ」と述べた[79]。また、トランプ大統領はツイッターで「見るに耐えない」「水のタンク（空中消火機）を飛ばしたらどうか」などと消火方法の提案をしたが、フランスの消防当局幹部たちはこの提案に「笑える」と反応したうえで、上空から放水すると大聖堂全体の崩壊を招く恐れがあるとしてトランプ案の採用を見送った[14][80]。さらに、トランプ大統領は2019年4月16日にフランスのマクロン大統領と電話会談を行い、大聖堂の火災被害へ見舞いとアメリカとしての再建に向けた援助を申し出た[81]。
- 韓国：文在寅大統領はSNSに「われわれみんなの喪失だ」「フランス国民の無念さは計り知れない」などと書き込んだ[82]。
- 中華人民共和国：習近平国家主席はフランスのマクロン大統領に宛てた見舞いのメッセージを送った[83]。
- イギリス：テリーザ・メイ首相は2019年4月16日、ツイッターに「私の思いは、火災と闘う消防隊およびフランスの人々とともにある」と投稿した[69]。
- エジプト：アブドルファッターフ・アッ＝シーシー大統領は、フェイスブックに「偉大な建造物を失ったことは、人類社会にとって大きな損失だ。心はフランス国民とともにある」と投稿した[69]。

### 政府機関
- 日本：菅義偉官房長官は、記者会見で「ユネスコの世界遺産でもあるノートルダム大聖堂の焼失は世界にとっての損失であり、非常に心を痛めています。日本政府として、マクロン大統領をはじめとするフランス政府とフランス国民に謹んでお見舞いを申し上げます」として、「まさにノートルダム大聖堂は世界の遺産であり、今後フランス政府より何らかの支援要請がある場合には、日本政府として積極的に検討していきたいと存じます」と述べた[4]。また、河野太郎外務大臣は記者会見で、フランスのジャン＝イヴ・ル・ドリアン外務大臣に宛てた「親愛なるジャン＝イヴへ パリのノートルダム大聖堂の火災に大変心を痛めています。日本人にとっても馴染み深いフランスの歴史的な遺産であり、ユネスコの世界遺産でもあるノートルダム大聖堂における今回の被害は、多くの日本人にとっても大きな悲しみです。自分としても支援を惜しまない所存ですので、できることがあれば、何でもお伝えください。 日本国外務大臣 河野太郎」〔ママ〕という見舞いのメッセージを出したことを明らかにして、「ノートルダム大聖堂はパリに行った多くの日本人に馴染みが深く、ユネスコの世界文化遺産でもある。今回の火災はフランスのみならず世界にとって非常に大きな損失といえるもので、修復などの面で日本にできることがあれば協力したい」と述べた[4][84]。大聖堂の火災の影響により文化庁は、日本の世界文化遺産や国宝、重要文化財の所有者に対して防火対策を報告するように求める通知を2019年4月22日（JST）に出した[85][86]。
- バチカン：ローマ教皇庁は、「フランスと世界のキリスト教の象徴である大聖堂が被害を受けた恐ろしいニュースを衝撃と悲しみをもって受け止めている。私たちは消防士や事態解決のために尽力している人たちのために祈っている」という声明を報道官を通じて発表した[4]。また、文化評議会議長で枢機卿のジャンフランコ・ ラバージ（英語版）は、文化財修復の専門家を派遣する考えを2019年4月16日に示した[87]。
- アメリカ合衆国：ホワイトハウスのサラ・ハッカビー・サンダース報道官は、「ノートルダムは、宗教の自由と民主主義を含め、これからもフランスの象徴としての役割を果たし続ける。我々は、2001年に米国で発生した9.11同時多発攻撃を受け、翌12日に鳴らされたノートルダムの鐘の音を、感謝とともに思い出す。鐘は、ふたたび鳴らされるだろう」とする声明を発表した[81]。また、マイク・ポンペオ国務長官は、フランスのル・ドリアン外務大臣と2019年4月18日に電話会談を実施し、個人名とアメリカ代表としての両方でフランスとの連帯を示した[88]。これに対して、ル・ドリアンはアメリカから届いた同情や支援とともに、ポンペオに感謝を示した[88]。さらに、これと同時に大聖堂再建に関連してフランスに届いた支援の窓口とする「スタニスラス・ド・ラブレ大使」の任命やトリポリ（リビア国の首都、この会談から2日後にはフランス政府を批判するデモが起きている[89]）の治安についても確認された[88]。

### 国際機関
- ユネスコ：ユネスコのオードレ・アズレ事務局長は、Twitterで「1991年に世界文化遺産に登録された大聖堂でこれほど激しい火災が起きたことは遺憾だ。ユネスコとして事態を注視するとともに、貴重な遺産を保護し復元するためフランスを支援する準備がある」とコメントしたが[79]、2019年6月30日から7月10日に開催された第43回世界遺産委員会では再建に関する話し合いは行われないことが確定した[90]。
- 欧州連合：大統領のドナルド・トゥスク欧州理事会議長は、EUに加盟している28か国に対し、大聖堂の再建に力を貸すように呼びかけた[24]。また、トゥスクはツイッターでフランスに対する「慰めと団結の言葉」を贈ることを表明するとともに、第2次世界大戦で破壊された街（出身地のポーランド・グダニスク）も再建されたことを紹介し、大聖堂の再建も可能であると励ました[24]。

### NGO
- オリンピック：IOCは、2024年のパリオリンピックまでに大聖堂を再建させるために、2019年4月18日に50万ユーロの支援をすることを表明した[91]。また、IOC会長のトーマス・バッハは、パリオリンピック組織委員会の会長であるトニー・エスタンゲ（フランス語版）への書簡内で「2024年パリオリンピックまでに（大聖堂の）再建が完了することは、われわれ全員にとってさらなるモチベーションになる」「すべてのオリンピックムーブメントと特にIOCは、フランスがノートルダム大聖堂と2024年パリオリンピックを即座に結びつけたことにきわめて感銘を覚えた」と記した[91]。これに対してエスタンゲは、オリンピックファミリーが「パリ市民とフランス国民との連帯を示すことを望んでいる」と述べた[91]。なお、2024年のパリオリンピックでは大聖堂近辺においてマラソンと自転車ロードレースが開催される予定となっていた[91]。

### 再建運動
- 実業家のフランソワ・アンリ・ピノーも大聖堂の再建のため、自身の投資会社を通じて1億ユーロを寄付する考えを明らかにしている[4][16]。また、ピノーは寄付にあたって、ジレ・ジョーヌ運動において批判対象となる税控除権を行使しないことを表明した[92]。
- 資産家のベルナール・アルノーも2億ユーロの寄付を表明した[16]。
- フランスの航空会社エールフランスは、大聖堂の修復に関連する人の航空券を無料にすることを発表した[87]。
- フランスの保険会社グルパマ（フランス語版）は、火災前の大聖堂で用いられていた量に相当する1,300本分の木材提供を実施することを表明した[87]。
- アニメ映画『ノートルダムの鐘』を製作したウォルト・ディズニー・カンパニーは17日、再建費用として500万ドルを寄付することを表明した[93]。

#### 1,000万ユーロ以上の寄付者
- パリ市（5,000万ユーロ）[94]
- アルテミス（フランス語版）（ピノーの持株会社、1億ユーロ）[95]
- LVMHモエヘネシー・ルイヴィトンと創業者アルノー（計2億ユーロ）[96]
- ロレアルと創業者ベタンクール（計1億ユーロ）[95]
- ベタンクールの慈善団体（1億ユーロ）[95]
- トタル（1億ユーロ）[96][97]
- アクサ（1,000万ユーロ）[97]
- KKR共同会長のヘンリー・クラビス（英語版）（1,000万ユーロ）[97]

### その他
- 動画サイトYouTubeは、この火災のライブ中継ページに「9・11事件陰謀論」対策の注意喚起パネルを誤って挿入した[98]。その後、YouTubeは9・11の情報を取り除いた[99]。YouTube社の担当者によると、大聖堂から立ち上がった煙を9・11事件に誤認したことが原因だという[98]。また、担当者はYouTubeの仕組み上、誤った表示は高頻度で発生すると弁明した[100]。
- 大聖堂を舞台にしたミュージカル『ノートルダムの鐘』を上演していた劇団四季は16日、会場の名古屋四季劇場にお見舞いのメッセージを張り出したほか、公式ツイッターに日仏英の3か国語でお見舞いの言葉を投稿した[101]。
- 大手ゲーム企業のユービーアイソフトはこの火災を受け、「以前の大聖堂の美しさを知ってもらいたい」との理由から、4月18日から1週間限定でフランス革命の時代のパリを舞台とし、ノートルダム大聖堂も登場するアサシンクリード ユニティのPC版の配布を決定、さらにユービーアイソフトはノートルダム大聖堂の修繕のために50万ユーロを寄付することを明らかにした[102]。
- 日本の旅行会社にも火災による間接的な影響が及んだ[103]。JTBは、2019年は10連休（2019年のゴールデンウィーク）があることから通常よりフランスへのツアー客が多いとしたうえで、ノートルダム大聖堂の見学については急いで代替地を考えるとした[103][104]。また、日本旅行はパリにいた78人のツアー客の安否確認を2019年4月16日の午前（JST）から開始し、ノートルダム大聖堂を含んでいるパリ市内での観光について経路変更を検討した[103]。HISは旅行客の安否確認と火災の情報収集をした[103]。
- 2022年に公開されたフランス映画『ノートルダム 炎の大聖堂』（ジャン＝ジャック・アノー監督）はこの火災の鎮火活動に基づくものである[105][106]。

## 類似する火災
フランス通信社が事件に際し「火災によって破壊された」歴史的な建物（近年の欧州地域）を火災発生年ごとにまとめた。
- ウィンザー城（1992年）[107]
- フェニーチェ歌劇場（1996年）[107]
- ジュネーブ大劇場（フランス語版）（1951年）[107]
- リセウ大劇場（1994年）[107]
- ブラジル国立博物館（2018年）[107]
- ボスニア・ヘルツェゴビナ国立博物館（1992年）[107]

また、この火災と同年に、日本・沖縄県の首里城も火災で焼失した。